# Pont del Magarola
El Pont del Magarola és un pont fluvial del municipi d'Esparreguera (Baix Llobregat) que forma part de l'Inventari del Patrimoni Arquitectònic de Catalunya. És un pont de 6 arcs, tot de pedra, pla i molt alt, es troba a la carretera que va de Barcelona a Igualada, sobre la riera de Magarola.